# Partido judicial de Alcaraz
El Partido judicial de Alcaraz  es uno de los 31 partidos judiciales en los que se divide la Comunidad Autónoma de Castilla-La Mancha, siendo el partido judicial n.º 2  de la provincia de Albacete.
El ámbito territorial, que viene regulado por el Real Decreto 529/1983, de 9 de marzo, comprende los municipios de:
Alcaraz,  El Ballestero, Bienservida, Bogarra, Casas de Lázaro, Cotillas, Masegoso, Paterna del Madera, Peñascosa, Povedilla, Riópar, Robledo, Salobre, Vianos, Villapalacios, Villaverde de Guadalimar y Viveros.